# Санкт-Петербургское высшее военное училище радиоэлектроники
Санкт-Петербургское высшее военное училище радиоэлектроники (военный институт), сокращённо СПВВУРЭ (ВИ) — высшее военное учебное заведение профессионального образования, для подготовки офицерских кадров радиотехнических войск ПВО СССР и Российской Федерации c 1953 года по 2011 год.

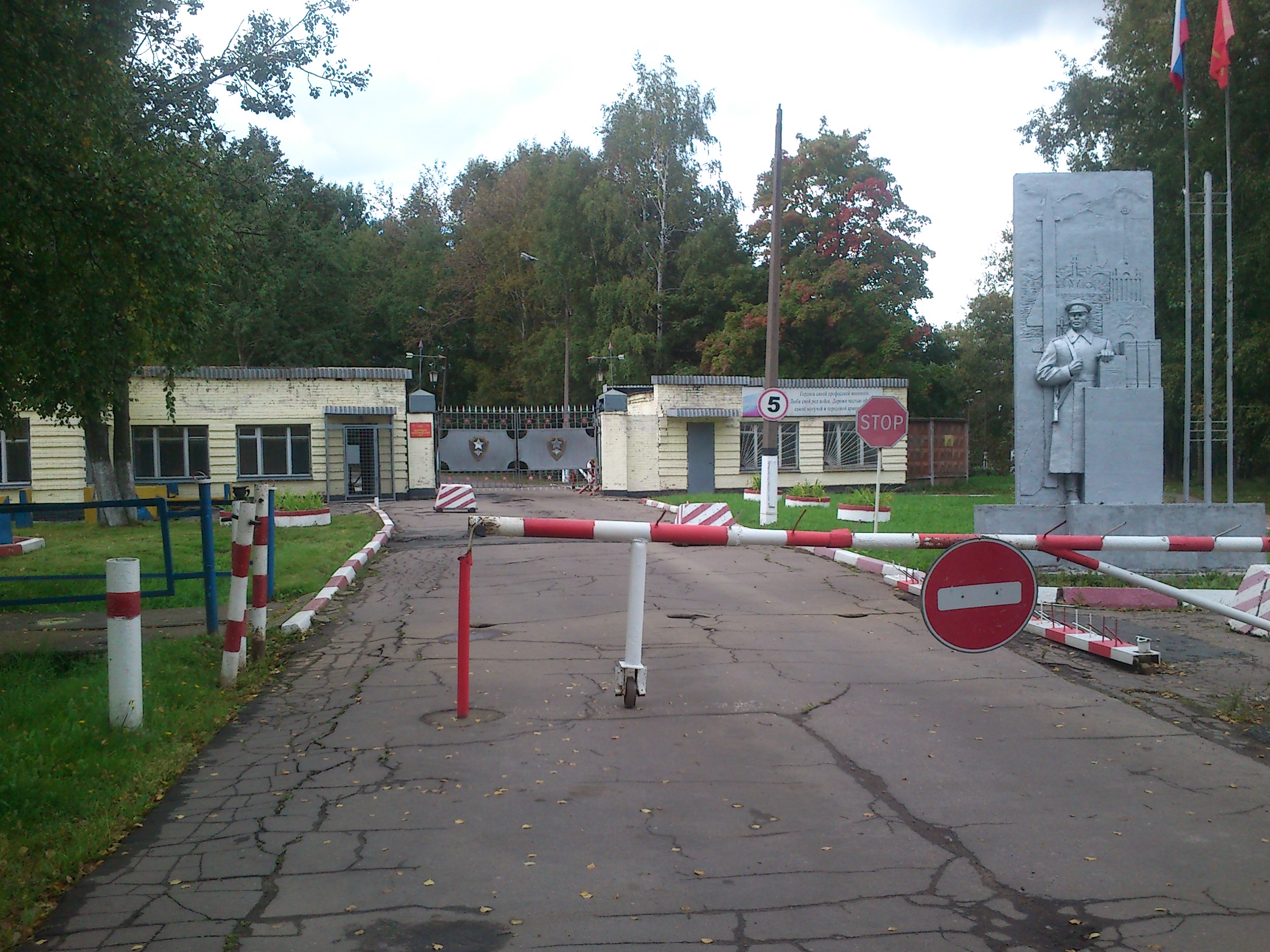
КПП № 1 училища

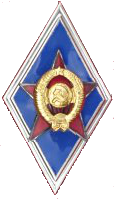
Нагрудный знак,
ВС СССР,
за окончание военно-учебного заведения — высших военных училищ и военных институтов.

## История

### Вильнюсский период
Училище считается правопреемником существовавшего в Российской империи с 1864 по 1918 Виленского военного училища. Современная история училища начинается после вхождения Литвы 2 августа 1940 в состав СССР.
В 1864 создаётся Виленское пехотное юнкерское училище. В 1915 году, во время Первой мировой войны, училище было переброшено в Полтаву и официально прекратило своё существование 2 января 1918 года.
Виленское пехотное училище было сформировано в Вильнюсе на основании приказа Наркома обороны СССР С. К. Тимошенко № 0191 от 17 августа 1940 г. на базе Литовского юнкерского училища. Во время Великой Отечественной войны оно было эвакуировано в город Сталинск c 1 августа 1941 пл 22 мая 1953 года. Среди его выпускников 12 героев советского союза. Руководители — Сокуров Г. Н с 1940 до 1942, Ламинский Ф.А , с 1942 до 1945.
Вильнюсское радиотехническое училище было создано директивой Министра обороны СССР от 3 февраля 1953 года и директивой командующего Войсками ПВО от 6 февраля 1953 года.
В 1966 году в училище переведён личный состав Ставропольского радиотехнического училища во главе с генерал-майором К. Г. Логвиновским.
В соответствии с приказом Министра обороны СССР и директивой Генерального штаба Вооружённых Сил от 9 июня 1971 года Вильнюсское радиотехническое училище Войск ПВО было преобразовано в Вильнюсское высшее командное училище радиоэлектроники ПВО.

### Санкт-Петербургский период
Приказом Главкома Объединённых Вооружённых сил СНГ № 70 от 21 февраля 1992 года было образовано Санкт-Петербургское высшее училище радиоэлектроники ПВО путём перевода Вильнюсского высшего командного училища радиоэлектроники ПВО на базу ЛВВПУ ПВО имени Ю. А. Андропова. В соответствии с этим ВВКУРЭ ПВО было выведено с территории Литовской Республики в Санкт-Петербург. Передислокация осуществлялась с марта по июнь 1992 года, последний эшелон прибыл из Вильнюса в Санкт-Петербург 16 июня, а 8 июля вся территория бывшего ВВКУРЭ ПВО и все находившиеся на ней здания были переданы министерству охраны края Литвы.
10 июля 1992 года был издан приказ о назначении на должности офицеров в новое училище. Первым начальником нового училища стал полковник В. С. Трофимов.
Первый курс училища в 1992/1993 учебном году был сформирован из курсантов первого курса Ленинградского высшего военно-политического училища ПВО и абитуриентов из числа гражданской молодёжи. Первокурсники начали обучение по первому году 5-летней программы подготовки, курсанты второго и последующих курсов продолжили занятия по 4-летней программе Вильнюсского ВКУРЭ ПВО.
В 1995 году училище завершило подготовку курсантов по четырёхгодичной программе подготовки. В связи с переходом на пятилетнюю программу обучения выпуск офицеров в 1996 году не производился. Первый выпуск курсантов по пятилетней программе обучения состоялся в 1997 году.
Формально Санкт-Петербургское высшее училище радиоэлектроники ПВО было признано правопреемником Вильнюсского высшего командного училища радиоэлектроники ПВО приказом Главнокомандующего Войсками ПВО от 17 января 1996 года. Праздником училища было установлено 23 февраля.
29 августа 1998 года вышло постановление Правительства Российской Федерации № 1009 о реорганизации военных вузов, согласно которому Санкт-Петербургское высшее училище радиоэлектроники ПВО планировалось присоединить к Военному Краснознамённому университету противовоздушной обороны в качестве филиала. 1 ноября 1998 года училище было переименовано в филиал Военного университета ПВО, формально став структурным подразделением университета 2 ноября.
В январе — феврале 1999 года в училище прибыли курсанты I—IV курсов расформированного Красноярского высшего командного училища радиоэлектроники ПВО (общая численность курсантов — 800 человек) и учебно-материальная часть училища.
4 ноября 2004 года вышло распоряжение Правительства РФ от 4 ноября 2004 года (№ 1404-р), в соответствии с которым училище получило новое название — Санкт-Петербургское высшее военное училище радиоэлектроники (Военный институт). Новое название вступило в силу 1 января 2005 года.
В 2008 году на территории училища открыт православный храм Святого благоверного князя Александра Невского.
24 декабря 2008 года на основании распоряжения Правительства РФ № 1951-р училище было присоединено в качестве обособленного структурного подразделения к Военному учебно-научному центру ВВС «Военно-воздушная академия имени профессора Н. Е. Жуковского и Ю. А. Гагарина». В соответствии с другим распоряжением Правительства РФ от 11 ноября 2009 года № 1695-р оно было преобразовано в филиал Военного учебно-научного центра Военно-воздушных сил «Военно-воздушная академия имени профессора Н. Е. Жуковского и Ю. А. Гагарина» (ВУНЦ ВВС «ВВА») (г. Москва, пос. Монино, Щелковский район Московской области).
Согласно военной реформе с 2009 года набор в вуз сокращен и произведён первый набор девушек.
1 марта 2010 года училище стало филиалом Военного учебно-научного центра ВВС.
В соответствии с Приказом Минобороны РФ от 12 июля 2011 года № 1136 филиал ликвидировался, а обучающиеся были переданы для продолжения обучения в филиал Военного учебно-научного центра Военно-воздушных сил «Военно-воздушная академия имени Профессора Н. Е. Жуковского и Ю. А. Гагарина» в г. Ярославль.
1 сентября 2011 года училище расформировано. После расформирования училища его личный состав и база были переведены на базу ЯВЗРУ ПВО.
Всего с 1992 года училище подготовило более 6 тысяч офицеров.

## Начальники училища
- полковник П. М. Чупруков[8] (с 1953)
- генерал-майор А. И. Горячев[8] (июль 1954 — октябрь 1966)
- генерал-майор К. Г. Логвиновский[8] (октябрь 1966 — апрель 1979)
- генерал-майор А. В. Дмитриев[8] (апрель 1979—1984)
- генерал-майор П. К. Гришин (1984—1992)
- генерал-майор В. С. Трофимов (1992—2006)[9]
- генерал-майор С. М. Ткаленко (2006—2010)[5]
- полковник В. М. Калуга (врио начальника, 2010—2011)[5]

## Образовательный процесс
К 1 сентября 1992 года в составе училища были сформированы три факультета и 17 учебных кафедр. В Вильнюсском ВКУРЭ ПВО подготовка велась по двум специальностям «Радиотехнические средства» и «Автоматизированные системы управления». После переезда училища в Санкт-Петербург началась подготовка офицеров по трём новым специальностям: «Автоматизированные средства управления», «Математическое обеспечение автоматизированных систем управления» и «Телеметрические системы».
В дальнейшем образование велось на трёх факультетах:
- Радиотехнический факультет (специальность «Радиоэлектронные системы»). Готовил офицеров с высшим военно-специальным образованием для прохождения службы в радиотехнических войсках ВВС на должностях «командир взвода», «начальник РЛС», «инженер РЛK»[4].
- Факультет автоматизированных систем управления (специальность «Автоматизированные системы обработки информации и управления»). Готовил офицеров с высшим военно-специальным образованием для прохождения службы в радиотехнических войсках ВВС на должностях «командир взвода», «начальник смены КСА», «начальник отделения КСА», «инженер КСА»[4].
- Факультет систем управления и вычислительной техники. Готовил офицеров с высшим военно-специальным образованием по специальностям: «Радиоэлектронные системы», «Метрология и метрологическое обеспечение», «Морально-психологическое обеспечение войск» (специализация «Радиолокационное обеспечение полетов авиации»)[4].

В организационно-штатную структуру училища также входили батальон обеспечения учебного отдела, разные отделы и службы.

## Известные выпускники

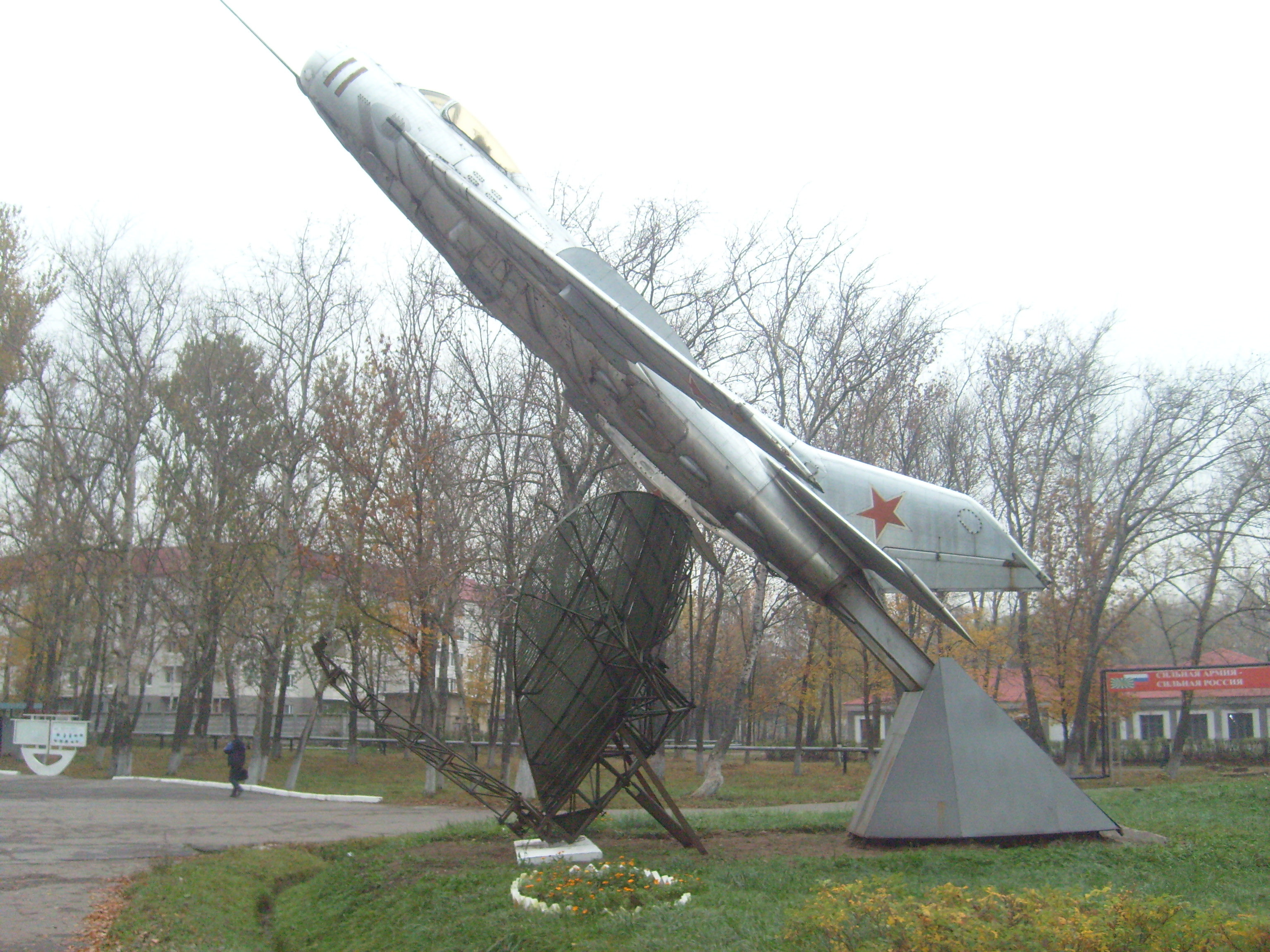
Памятник МиГ-19 на территории училища

- Бижев А. М.
- Ванькович А. С.
- Петришенко И. В.

## Адреса
- Вильнюс, улица Шило, 5а (с 1992 года на этом месте расположена Литовская военная академия имени генерала Йонаса Жямайтиса).54°42′11″ с. ш. 25°18′49″ в. д.HGЯO